# Park pałacowy w Trzciance
Park pałacowy w Trzciance – park z pierwszej połowy XVIII wieku, zlokalizowany około 2 km na południe od centrum Trzcianki, w powiecie czarnkowsko-trzcianeckim, w województwie wielkopolskim.
Park znajduje się na końcu ulicy Tetmajera i zajmuje powierzchnię 5,7 ha. Według starych pruskich opracowań, dotyczących stanu zagospodarowania lasu, na terenie parku początkowo mieścił się ogród botaniczny.
Park ma obecnie charakter naturalny i jest wpisany do rejestru zabytków miasta Trzcianki pod nr. rej.: A-532 z 24.02.1986 r.

## Historia
W 1784 roku osadę folwarczną przy ul. Fryderyka (dzisiejszej ul. Tetmajera) wydzierżawił aptekarz E. Tietz. Ów aptekarz i zielarz zarazem, założył winnicę z około 450 krzewami na południowym stoku przy osadzie. Założył też ogród według wzoru i z materiału uzyskanego z przyzamkowego ogrodnictwa w pobliskiej wsi Biała. W swym ogrodzie zgromadził około 150 gatunków roślin ozdobnych, parkowo-szklarniowych i użytkowych w tym egzotyczne gatunki, które po roku 1830, kiedy osadę przejęła administracja pruska uległy rozproszeni u i zostały częściowo wykopane przez aptekarza. Osada w 1895 roku stała się siedzibą pruskiego nadleśnictwa przeniesionego z Rychlika, położonego 10km na wschód od Trzcianki. Kolejni nadleśniczowie kontynuowali tradycje hodowlane niezwykłego poprzednika. Jak wynika z notatek K. Schelera z lat 1909–1914 dotyczących owego ogrodu botanicznego w Trzciance, naliczono wówczas w nim ogółem 125 gatunków rozmieszczonych głównie po zachodniej stronie osady oraz stoku. Do około 1915 roku czynny był folusz z wodnym napędem na strudze w południowej części parku.
Na początku XIX wieku założona została winnica, która była uprawiana w celach dochodowych i działała najpóźniej do 1850 r. Na obszarze parku rosło ponad czterysta krzewów winnych, a ostatni z nich przetrwał do 1980 r. W latach 1896–1970 swoją siedzibę miało tutaj Nadleśnictwo Trzcianka. Jeszcze do lat 80. XX w. w parku stała szachulcowa oficyna z drugiej połowy XIX wieku.

## Flora
W ogrodzie rosną liczne stare drzewa:
- wierzby
- buki (niektóre z nich mają ponad 400 cm obwodu)
- lipy
- dęby
- jawory
- klony
- jodły
- jarzębiny

Na terenie siedziby nadleśnictwa sadzono również egzotyczne gatunki krzewów oraz drzew ozdobnych. Na szczególną uwagę zasługują:
- magnolia wielkokwiatowa
- czeremcha
- lipa srebrzysta
- wierzba biała (o obwodzie 460 cm)
- dąb czerwonolistny
- dąb błotny
- buk płaczący
- kalina
- robinia

Park pałacowy przy ul. Tetmajera jest częścią prostego założenia dworskiego. Powierzchnia założenia polegająca ochronie konserwatora
zabytków wynosi ok. 5,70 ha w tym 4,23 ha, przedstawia nieregularną wydłużoną figurę wynikłą z rzeźby terenu. Osnową układu jest długa, kręta droga prowadząca do prawie 100 letniej alei kasztanowo-klonowej z miasteczka do parku i dalej północnym brzegiem parku do wąwozu, podnóżem stoku do małej grobli z wodospadem na strudze. Zachodni parter otacza wąski pas wiatrochronnych zarośli. Świadkami dawnej przeszłości tego fragmentu parku są cisy, skupisko krzewów ozdobnych i mały taras widokowy nad stokiem. Parter wschodni jest skupiskiem botaniczno-parkowym z ok. 1905 r. Oryginalnym elementem założenia jest stok otaczający łukiem od zachodu ku południowi łąkową dolinę, ze strugą i spiętrzeniem ujętym w betonowe koryto przy grobli z drogą spacerowo-komunikacyjną. W otoczeniu wodospadu rośnie ponad 100-letnia wierzba biała, znajdują się głazy Z fundamentu folusza i zarośla parkowo-leśne. Na krajobrazową wyjątkowość tego utworu składają się: wysokość względna 22 m przy dawnym tarasie dworu (średnia ok. 18 m), długość ok. 500 m, nachylenie 30-60-70 stopni skłon ku południowi, bujna roślinność krzewiasto-drzewiasta, w tym 250-letnie buki, około 100-letnie sosny, wiązy, dęby, jawory i inne.
Monotonność masywu urozmaica malowniczy o każdej porze roku wąwóz. W środku jego długości z krętą dróżką w cieniu wysokiego starodrzewia są trzy małe tarasy widokowe na wysokości dawnego ogrodu botanicznego i starannie spoziomowane tarasy po winnicy zatarte przez gęste zarośla. Podobnie zatarte są dróżki spacerowe. Widoczna jeszcze jest nikła ścieżka wzdłuż podnóża stoku.
Park przy ul. Tetmajera jest dużym skupiskiem wysokiej zieleni. Położony w pobliżu miejskiego skupiska ludzkiego, odgrywa niewątpliwie zdrowotną rolę, szczególnie dla chętnie odwiedzającej młodzieży. Nie jest on miejscem wypoczynku po pracy i nauce, wobec niedostosowania go do tego celu. Nie jest też elementem upiększającym w rozumieniu urządzenia parkowego ze względu na duże zakrzaczenie oraz zaniedbane tarasy komunikacyjne, prowadzące do atrakcyjnych turystycznych miejsc.
Aboretum, w którego centralnym miejscu rośnie piękny buk zwisły, czerwonolistny, miłorząb japoński i wiekowe cyprysy. W runie aboretum - łany śnieżyczki przebiśnieg, cebulicy dwulistnej i ranniki. U podnóża stoku licznie występuje fiołek wonny, sporadycznie zawilec gajowy, przylaszczka, lepiężnik i barwinek. Z drzew okazale prezentują się dwa wiekowe buki- pomniki przyrody, klon ostrolistny o 9 koronach, 100-letnia wiśnia wonna o 5 odziomkach.